# Toribio Ticona Porco
Toribio Ticona Porco (Atocha, 25. travnja 1937.) bolivijski je prelat Katoličke Crkve. Bio je prelat Teritorijalne prelature Corocoro od 1992. do 2012. nakon što je služio kao pomoćni biskup Potosija od 1986. do 1992. godine. Papa Franjo ga je imenovao kardinalom 28. lipnja 2018. godine.
Podrijetlom Quechuan, bio je prvi latinskoamerički kardinal iz jedne od autohtonih etničkih skupina kontinenta.